# Casa a la plaça del Gambeto, 13 (Riudaura)
La Casa a la plaça del Gambeto, 13 és una obra de Riudaura (Garrotxa) inclosa a l'Inventari del Patrimoni Arquitectònic de Catalunya.

## Descripció
És una casa entre mitgeres situada a la Plaça del Gambeto nº 13. És de planta rectangular i teulat a dues aigües amb els vessants vers les façanes principals. Disposa de planta i dos pisos superiors, amb una sola obertura a cadascun un d'ells. La porta principal, feta de carreus ben tallats, conserva la següent llinda: 1 7 I H S 8 5. Damunt la H hi ha una creu cristiana.

## Història
Aquesta casa va ser bastida amb pedra poc treballada del país, llevat dels grossos carreus que s'empraren per fer les obertures. Els murs, actualment, es troben arrebossats.